# Klebdach

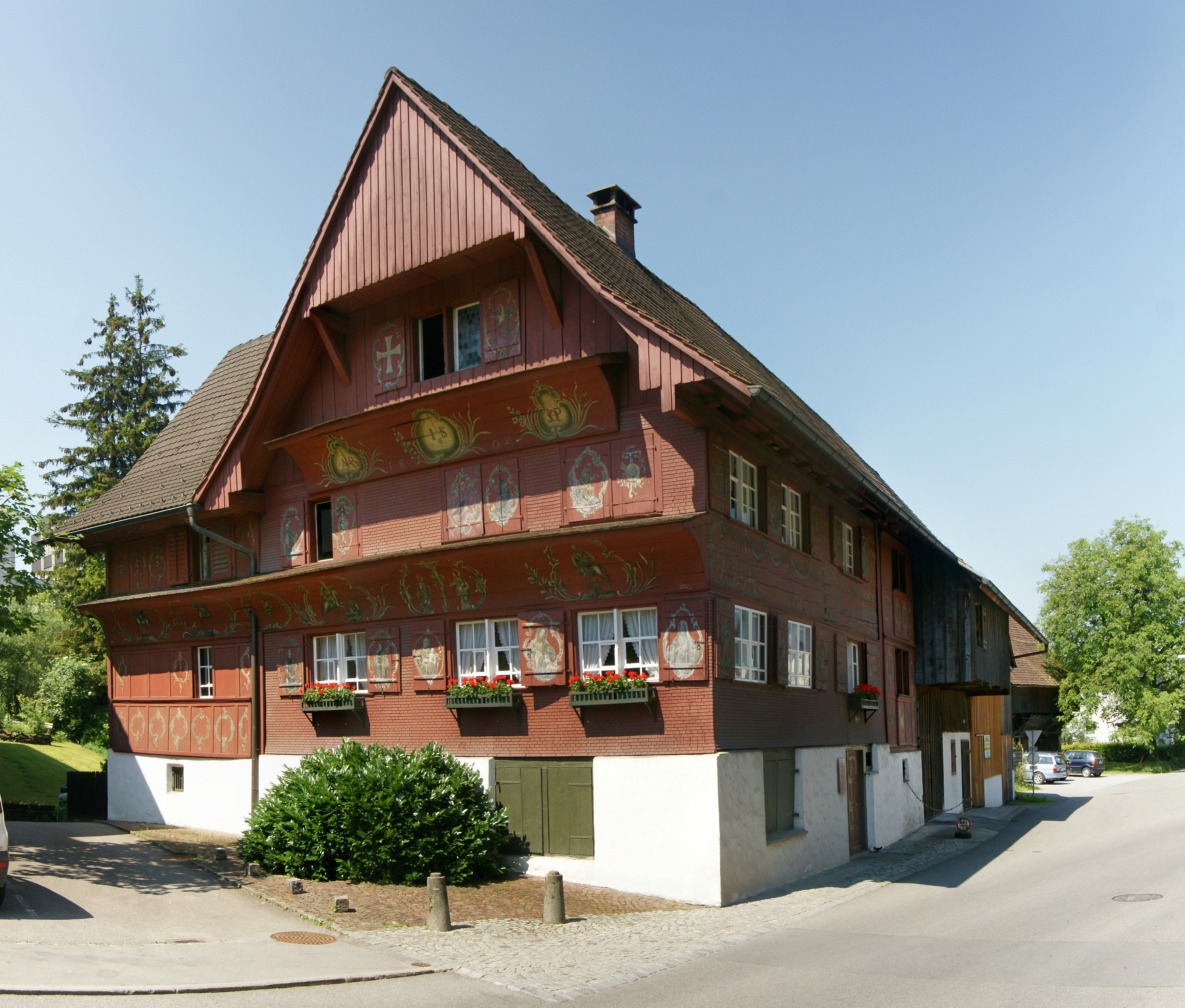
Unterkehlte Klebdächer am Loackerhaus in Dornbirn, Vorarlberg

Ein Klebdach (in Vorarlberg Klebedach) ist ein Fassadenschutzdach oberhalb der Fenster entlang der Giebelfront eines Gebäudes, meist eines Bauernhauses. Bei mehrstöckigen Gebäuden oder hohen Giebeln können mehrere Klebdächer übereinander angebracht sein.

## Vorkommen
Klebdächer sind im alemannischen Raum entlang dem regenreichen Nordalpenraum verbreitet, von der Innerschweiz über das st. gallisch-appenzellische Voralpengebiet über Vorarlberg bis ins Allgäu. Typisch sind sie auch am bregenzerwälder Landammannhaus.
Das Klebdach ist typologisch verwandt mit dem „Brustwalm“ in der südbadischen und elsässischen Hauslandschaft.

## Funktion und Konstruktion

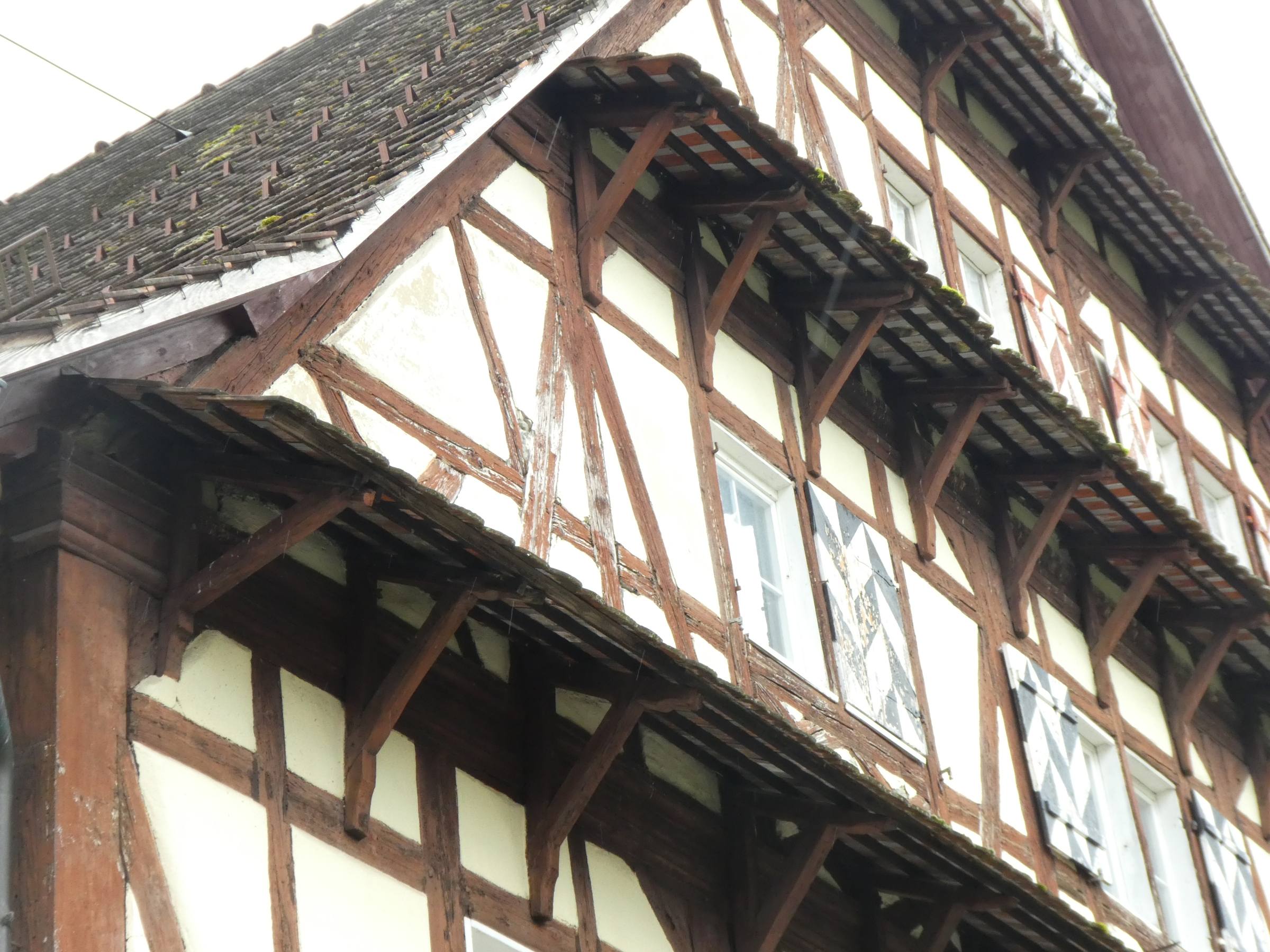
Der Blick unter die in diesem Fall offenen Klebdächer offenbart die angesetzte Konstruktion (Bregenz, Graf-Wilhelm-Straße 14)

Die vorstehenden Klebdächer dienen dem Schutz der Fassaden, vor allem der Giebelflächen und den dortigen Fenster vor Niederschlägen.
Zwar sehen sich Klebdächer und Vordächer äußerlich ähnlich, unterscheiden sich jedoch konstruktiv. Während das Vordach aus vorstehenden Balken der Decken- oder Wandkonstruktion gebildet wird, besteht das Klebdach aus einer separat angesetzten Dreieckskonstruktion. Diese strebt sich gegen ein senkrechtes Holz, das mit einem Splint an der Hauswand befestigt ist. Dabei bleibt bei unvertäferten (deutsch: unvertäfelten) Räumen der Kopf des durch die Blockwand gesteckten Splints auf der Innenseite der Räume sichtbar. Auf der Außenseite ist der Sicherungskeil erkennbar.
Westlich der Töss kommt das Klebdach meist unverschalt und mit Ziegeln gedeckt vor, während östlich der Töss, etwa im Kanton Appenzell, die Untersicht meist verschalt und mit Schindeln gedeckt ist. In einigen Gegenden sind die Klebdächer unterseitig mit einer großen Kehle (Voute) verschalt, teilweise auch bemalt.

## Bilder

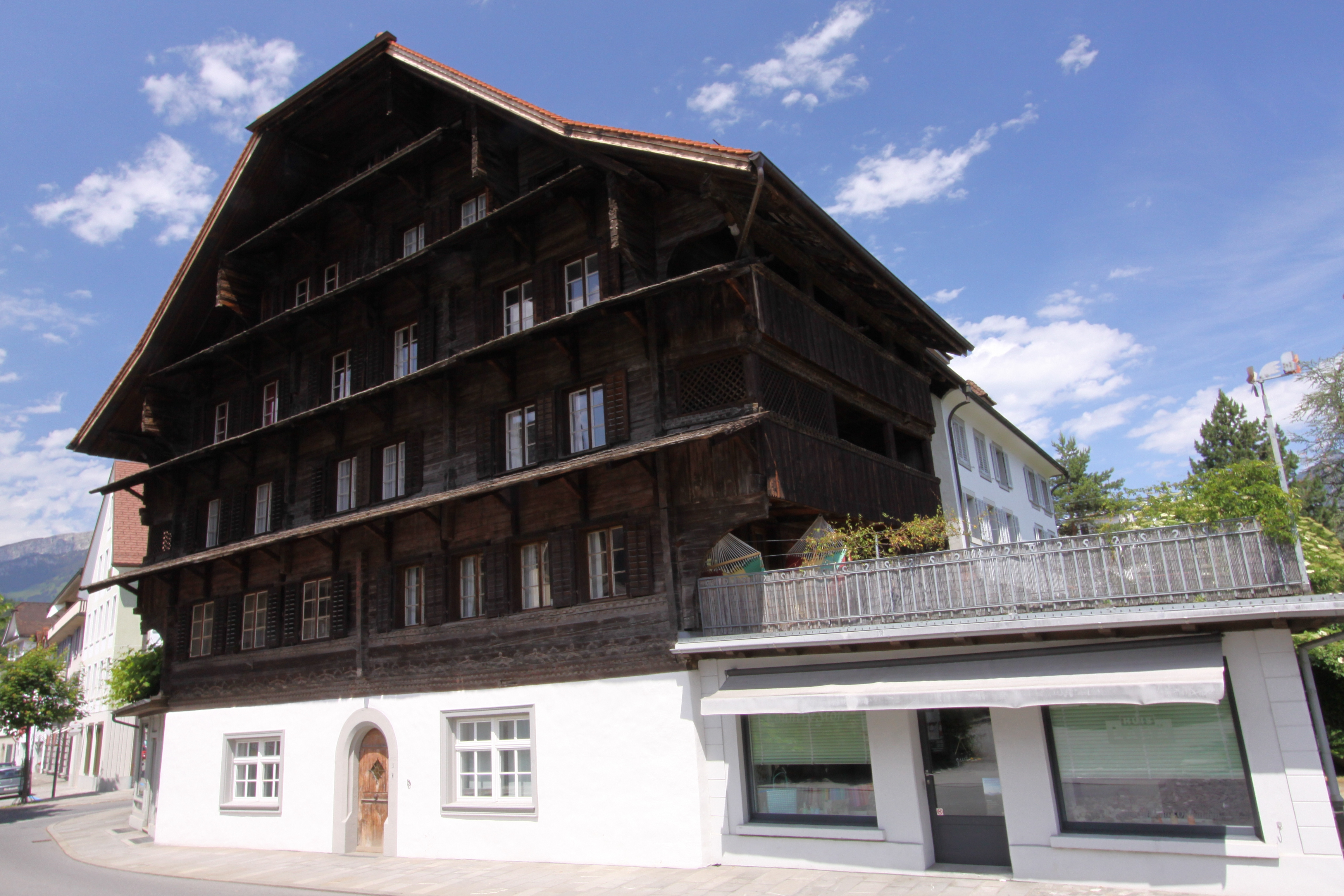
Unverschalte Klebdächer in Sarnen (OW)
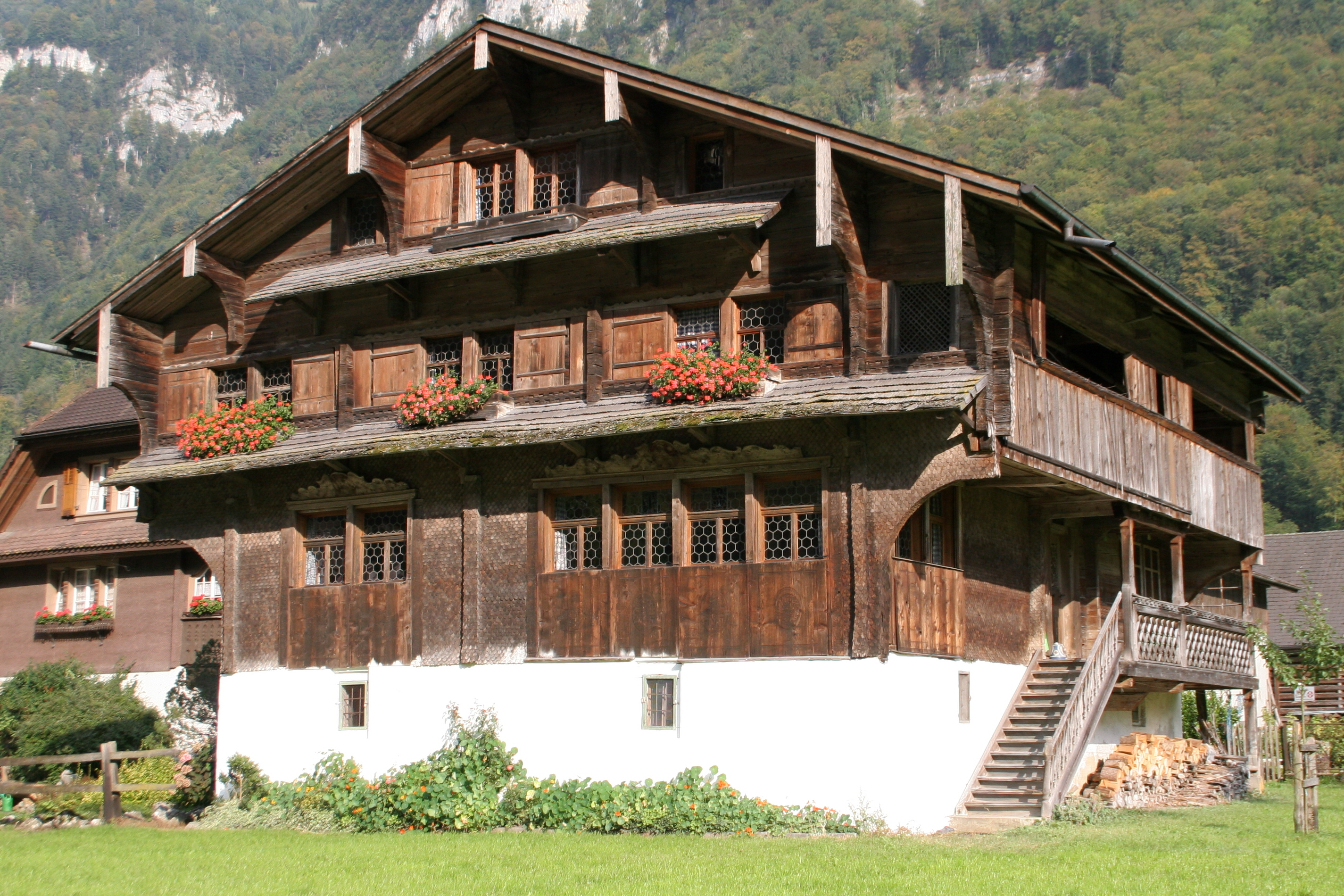
Wolfenschiessen (NW)
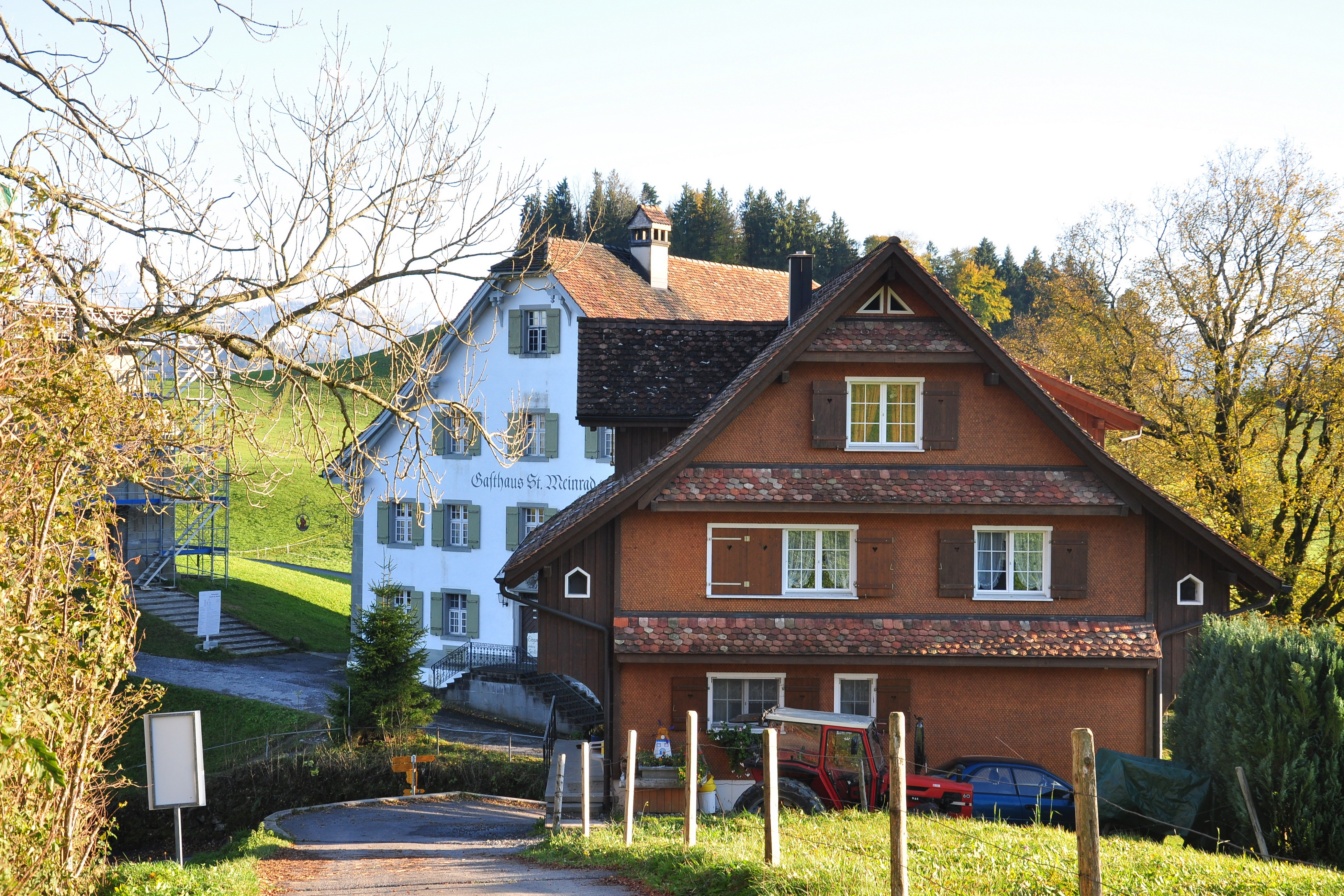
Bauernhaus auf dem Etzelpass
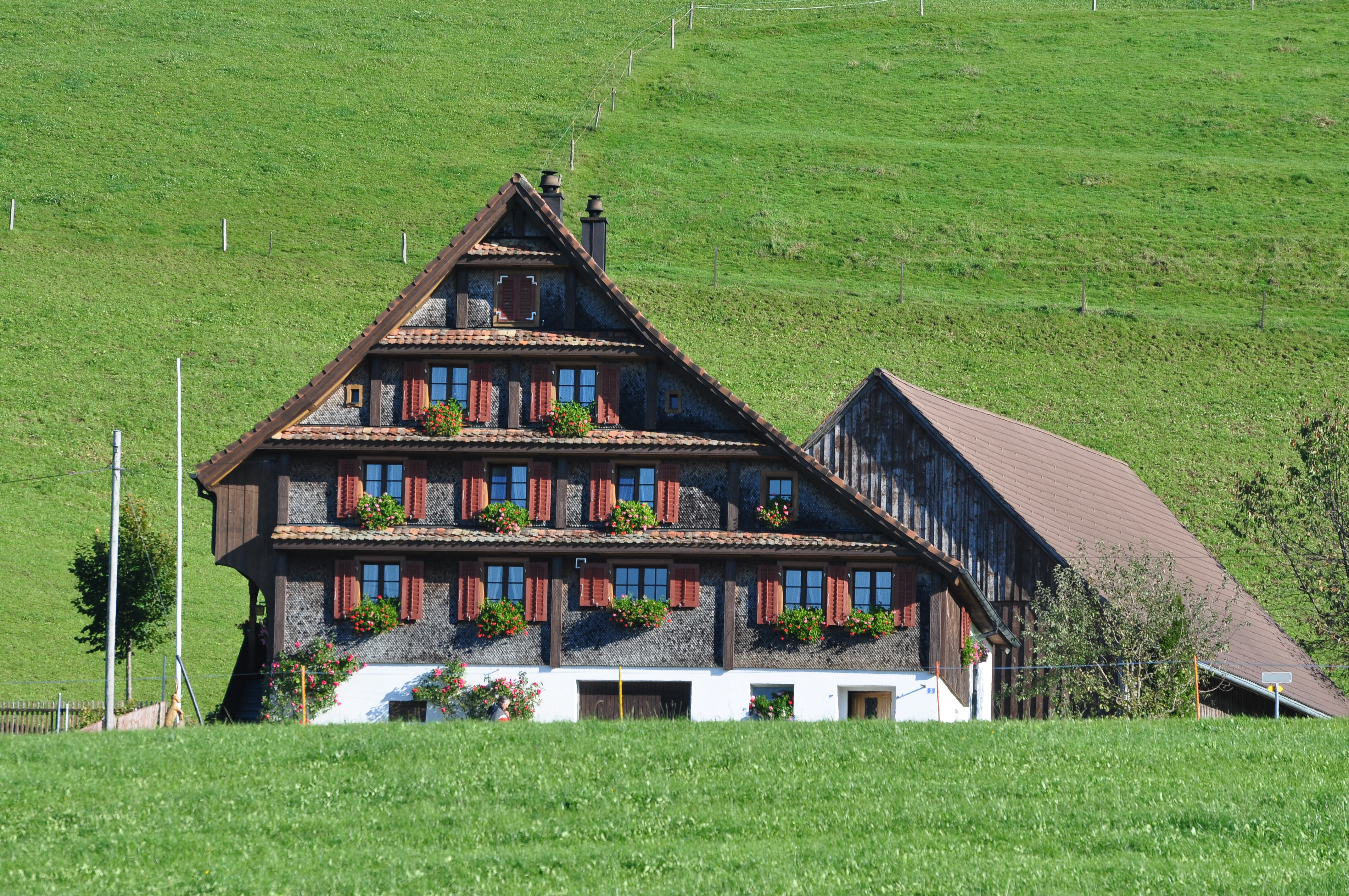
Bauernhaus in Feusisberg (SZ)
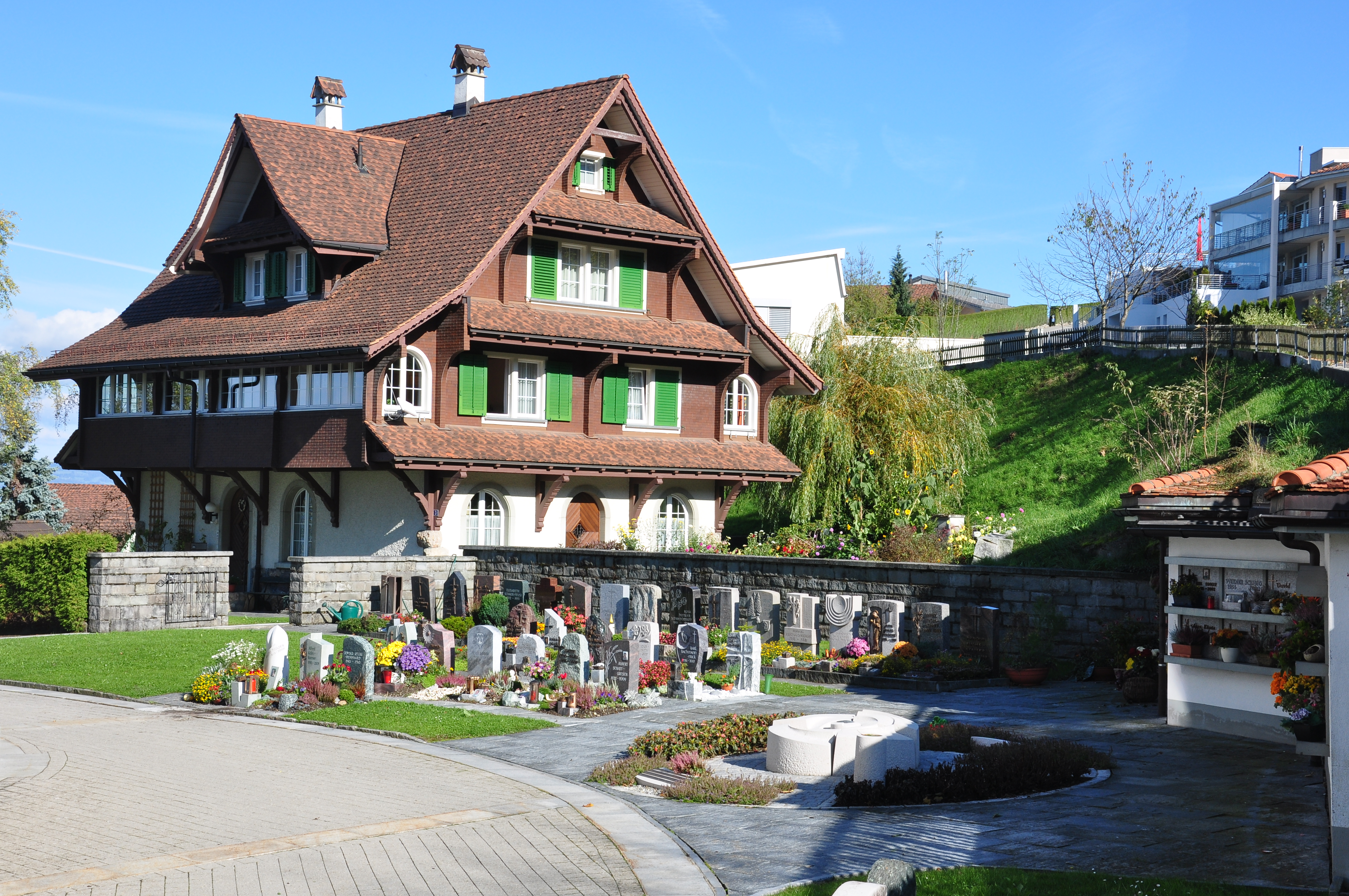
Haus in Schindellegi (SZ)
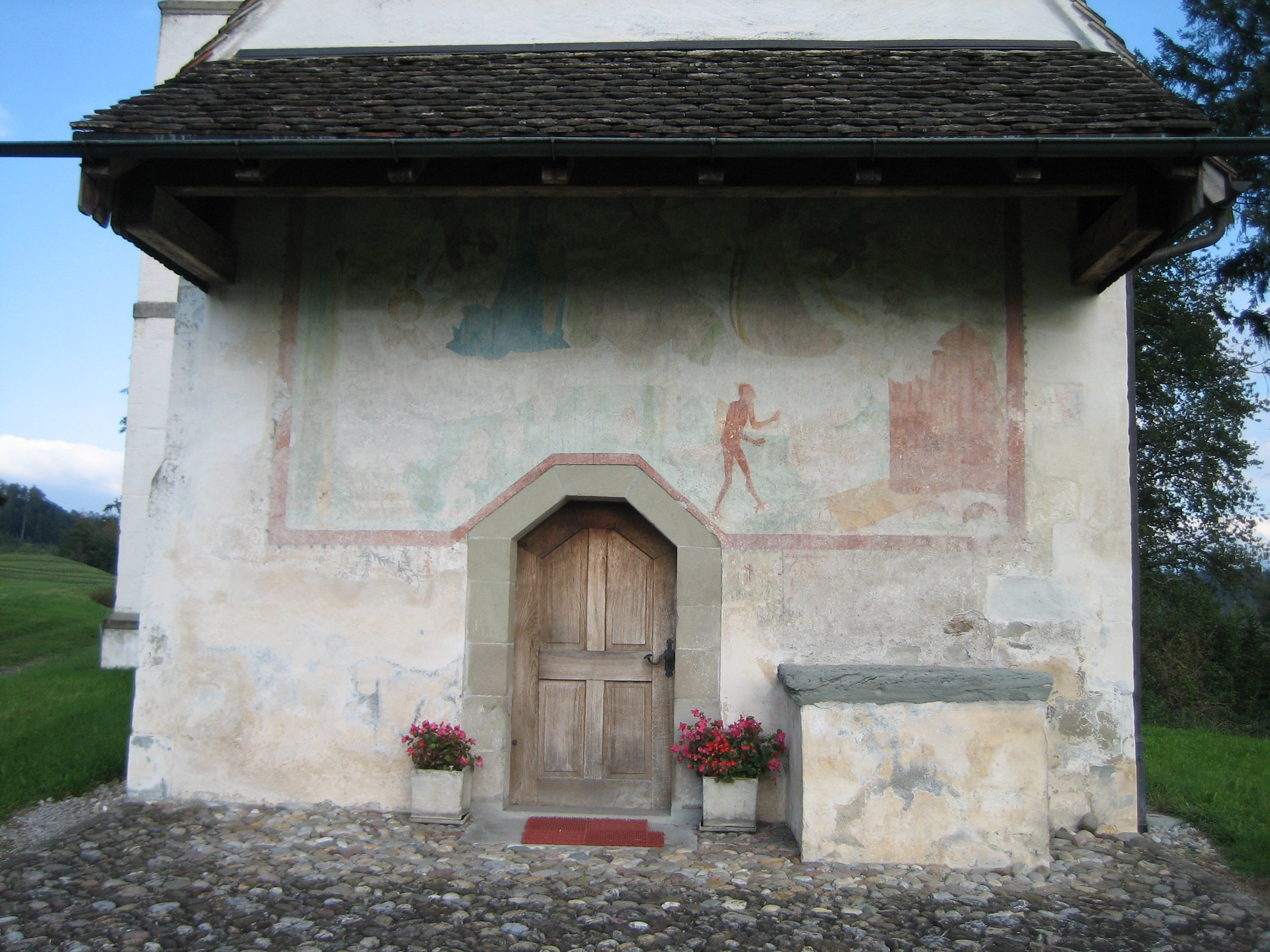
Klebdach an der Westseite der Kirche St. Dionys (SG)
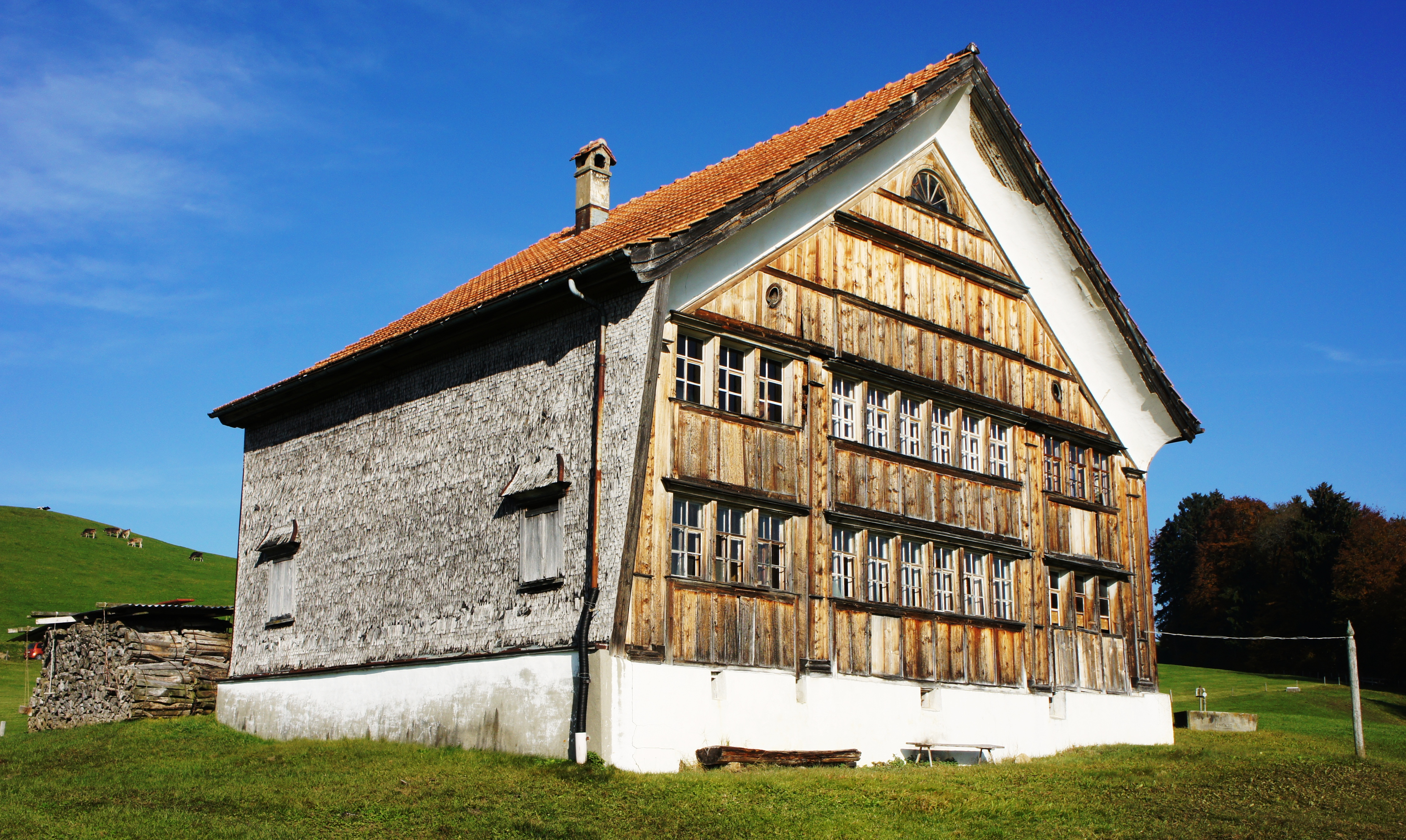
Verschalte Klebdächer an der Seitenwand eines Appenzeller Hauses
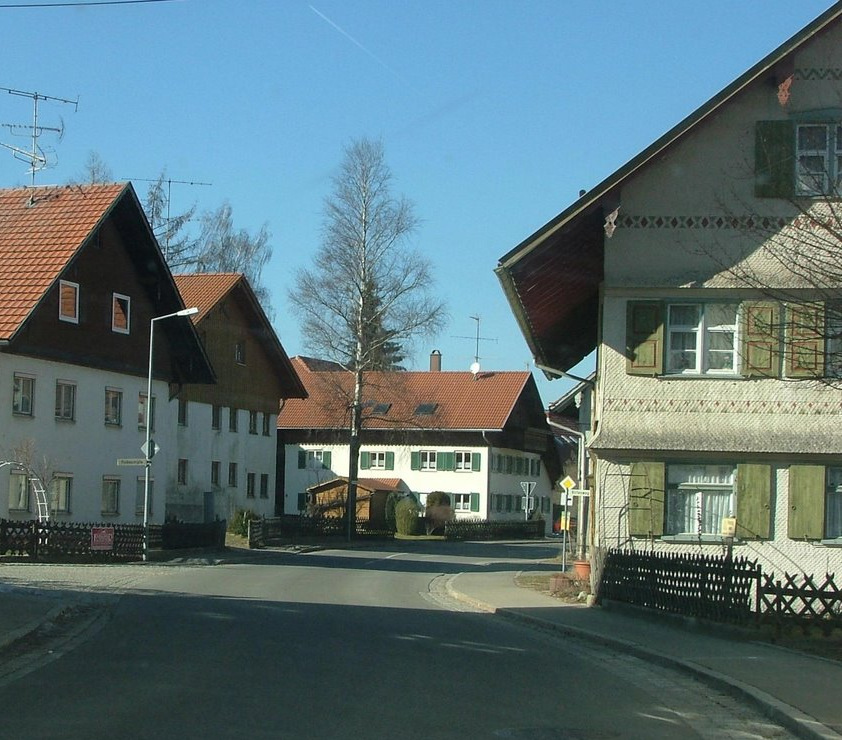
Verschalte Klebdächer in Frauenzell, Altusried, Oberallgäu
Landammannhaus in Egg (Vorarlberg)

## Sonstiges
Der Begriff Klebdach ist zu Anfang des 20. Jahrhunderts auch gleichbedeutend für vorkragende Schutzdächer über Eingangstüren, Bahnsteigen usw. verwendet worden.